# Neuer jüdischer Friedhof (Annopol)
Koordinaten: 50° 53′ 11″ N, 21° 50′ 33″ O

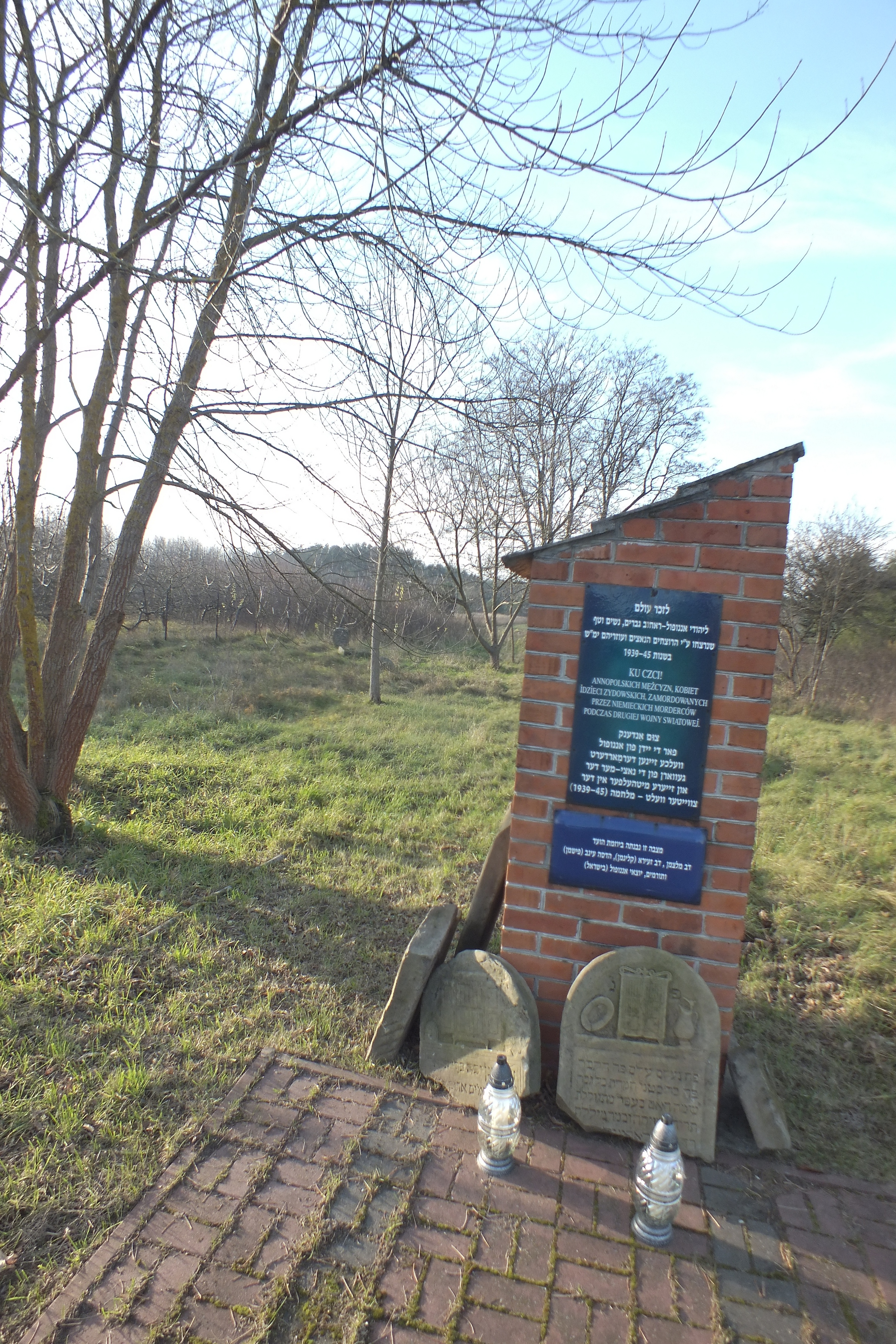
Ansicht des Friedhofs mit Gedenkstein

Der Neue jüdische Friedhof in Annopol, einer polnischen Stadt im Powiat Kraśnicki in der Woiwodschaft Lublin, wurde im 19. Jahrhundert errichtet. Der jüdische Friedhof in der Leśna-Straße ist ein geschütztes Kulturdenkmal.

## Geschichte
Der Friedhof wurde während des Zweiten Weltkriegs von den deutschen Besatzern verwüstet.
Auf dem etwa 5000 Quadratmeter großen Friedhof sind heute noch 12 Grabsteine (Mazevot) vorhanden, die aber meistens zerbrochen sind.